# Günter Linn
Günter Linn (* 16. März 1935; † 21. Dezember 2020 in Diez) war ein deutscher Fußballschiedsrichter, der zwischen 1979 und 1982 auch auf der FIFA-Liste stand.
Linn wuchs in Altendiez auf, wo er bis 1958 beim VfL Altendiez zunächst Fußball spielte. Verletzungsbedingt musste er schon mit 23 Jahren den Fußballsport aufgeben und meldete sich daraufhin in der Fußball-Sommerpause zur Schiedsrichterprüfung an. Bereits am 14. September 1958, noch vor einer abgelegten Schiedsrichterprüfung, leitete Linn sein erstes Spiel im Amateurbereich. Knapp drei Jahre später, am 3. September 1961, pfiff er erstmals in der damals drittklassigen Amateurliga Rheinland. In der darauffolgenden Saison wurde der damals 27-jährige Linn bereits in der II. Division Südwest eingesetzt, welche damals die zweithöchste Spielklasse im DFB-Bereich darstellte. In der letzten Saison 1962/63 der bundesdeutschen Oberliga wurde Linn am letzten Spieltag erstmals in der höchsten Spielklasse des DFB eingesetzt. Zum Start der Fußball-Bundesliga 1963 stand Linn auf der DFB-Liste. Zunächst wurde der Altendiezer erst als Linienrichter eingesetzt und gehörte zum Gespann des Spiels Werder Bremen gegen Borussia Dortmund, in dem durch Timo Konietzka das erste Tor der Bundesligageschichte fiel. In der Bundesligasaison 1966/67 pfiff Linn dann sein erstes Bundesligaspiel, am 3. Dezember 1966 leitete er die Partie Hannover 96 – Meidericher SV. Es folgten weitere 128 Bundesligaspielleitungen bis zum Ende der Saison 1981/82. Hinzu kamen zwischen 1974 und 1982 57 Zweitligapartien. Nach der Saison 1978/79, in der Linn auch mit der Leitung des DFB-Pokalendspiels betraut wurde, nominierte der DFB Linn aufgrund seiner guten Leistungen in der Bundesliga für die FIFA-Liste, der er bis zu seinem Rücktritt 1982 angehörte. Da Linn bei der Nominierung bereits 44 Jahre alt war, reichte es für ihn nicht mehr zu der ganz großen internationalen Karriere. Höhepunkt war daher die Teilnahme an der Junioren-EM 1981. Hinzu kamen drei A-Länderspiele und drei Schiedsrichtereinsätze im Europapokal. Als Linn 1982 die DFB-Altersgrenze von 47 Jahren für Bundesligaschiedsrichter erreichte, hätte er nach den damaligen FIFA-Regularien noch bis zum 50. Lebensjahr pfeifen können. Obwohl es damals die Möglichkeit gab, lehnte der DFB eine Verlängerung von Linns Schiedsrichterlaufbahn in der Bundesliga ab und nominierte ihn für die Saison 1982/83 auch nicht mehr für die FIFA-Liste.
In der Folge blieb Linn allerdings dem DFB-Schiedsrichterwesen erhalten. Er wirkte 15 Jahre im Fußballverband Rheinland zunächst als Verbandschiedsrichterlehrwart, später als -obmann. Von 1992 bis 2009 war er Obmann des Fußball-Regional-Verbandes Südwest. Darüber hinaus wirkte er viele Jahre im Lehrstab des DFB-Schiedsrichter-Ausschusses und war als dessen Mitglied lange Jahre Koordinator des Schiedsrichter-Beobachtungswesens auf DFB-Ebene. Vielen Schiedsrichtern war er auch als Mitarbeiter der Schiedsrichter-Zeitung bekannt, wo er sich für die Rubrik „Für den jungen Schiedsrichter“ verantwortlich zeichnete.
Linn erhielt 2007 die Dr. Peco-Bauwens-Plakette des DFB.
Nach seinem Rückzug vom Schiedsrichterwesen 2014, der aus gesundheitlichen Gründen erfolgte, lebte der damals fast 80-Jährige fortan in einem Diezer Seniorenwohnpark, wo er kurz vor Weihnachten 2020 auch verstarb.